# Ratpenat d'espatlles grogues de Bogotà
El ratpenat d'espatlles grogues de Bogotà (Sturnira bogotensis) és una espècie de ratpenat que es troba a l'Argentina, Bolívia, Colòmbia, l'Equador, el Perú i Veneçuela.